# Lac Turgeon (Eeyou Istchee Baie-James)
Pour les articles homonymes, voir Turgeon et Lac Turgeon.
Le lac Turgeon est un plan d'eau douce situé au Nord-Ouest dans la province de Québec, au Canada. Ce plan d’eau chevauche les municipalités de :
- Eeyou Istchee Baie-James (municipalité) (canton de Lavergne), en Jamésie, dans la région administrative du Nord-du-Québec ;
- Chazel (Québec) (canton de Chazel), dans la municipalité régionale de comté (MRC) d’Abitibi-Ouest dans la région administrative de l'Abitibi-Témiscamingue.

La ligne de démarcation des deux régions administratives québécoises passe dans la partie Sud-Est du lac Turgeon.
La foresterie constitue la principale activité économique du secteur ; les activités récréotouristiques, en second.
Ce bassin versant est desservi du côté Ouest par la route des Conquérants (sens Nord-Sud) et une route forestière "chemin de la presqu'île" (sens Est-Ouest) desservant une presqu’île de la rive Sud. La villégiature s'est développée sur la rive Sud de la baie entre l'embouchure de la rivière Lavergne et la presqu'île s'avançant vers le Nord.
Annuellement, la surface du lac est généralement gelée de la mi-novembre à la fin avril, néanmoins, la période de circulation sécuritaire sur la glace est habituellement de la mi-décembre à la mi-avril.

## Géographie
Les principaux bassins versants voisins du lac Turgeon sont :
- côté Nord : ruisseau Kodiga (drainant le Sud-Est des Monts Fenouillet (altitude du sommet : 448 m)), ruisseau Hal ;
- côté Est : rivière Trudelle, rivière de la Perdrix, rivière Davy ;
- côté Sud : ruisseau Déception, rivière Ojima, rivière Lavergne ;
- côté Ouest : rivière Turgeon, cours d’eau Morin, ruisseau Leslie.

Ce plan d’eau comporte les baies suivantes :
- baie Nidokwagan (rive Sud) située face à l’Île Kakinwanaga,
- baie Kinojeaminikami (au Nord-Ouest, près de l’embouchure),
- baie Kohokoho (au Nord de la partie Nord-Ouest du lac),
- baie Nigigami à l'embouchure de la rivière Lavergne.

Les principales îles sont : île Kaicpabikinaga, île Saban, île Kawigwasiginaga, île Cagawapani et île Ikodjic.
La pointe Tagwagici qui s'avance vers l'Est borne la partie sud de la baie Kinojeamini.
L’embouchure du lac Turgeon est situé à :
- 33,7 km à l’Est de la frontière du Québec-Ontario ;
- 108 km au Sud de l’embouchure de la rivière Turgeon (confluence avec la rivière Harricana) ;
- 66 km à l’Est de la rivière Harricana ;
- 23,8 km au Nord-Ouest de l’embouchure du lac Macamic ;
- 29,1 km au Nord de La Sarre[1].

À partir de l’embouchure du lac Turgeon, la rivière Turgeon coule sur 216,6 km en formant une grande courbe vers l’Ouest, avant de se déverser dans la rivière Harricana. Cette dernière coule vers le Nord-Ouest jusqu’en Ontario où elle se déverse sur la rive Sud de la baie James.

## Toponymie
Jadis, ce plan d’eau était désigné « lac Nigigwadinibi » chez les amérindiens de la nation algonquine, signifiant « lac aux eaux cristallisées par le froid ». Les noms des baies et des îles sont toutes d'origine algonquines.
Le toponyme "lac Turgeon" a été officialisé le 5 décembre 1968 par la Commission de toponymie du Québec, soit lors de sa création.